# Blow Me Wide Open
Blow Me Wide Open è un singolo del gruppo alternative metal statunitense Saint Asonia, secondo estratto dal loro album omonimo, pubblicato il 29 giugno 2015.

## Tracce
1. Blow Me Wide Open – 3:46

## Formazione
- Rich Beddoe – batteria
- Adam Gontier – voce
- Corey Lowery – basso, cori
- Mike Mushok – chitarra solista